# Maillères
Maillères (gaskonsko Malhèras) je naselje in občina v francoskem departmaju Landes regije Akvitanije. Naselje je leta 2012 imelo 225 prebivalcev.

## Geografija
Kraj leži v pokrajini Gaskonji 19 km severovzhodno od Mont-de-Marsana.

## Uprava
Občina Maillères skupaj s sosednjimi občinami Bélis, Brocas, Canenx-et-Réaut, Cère, Garein, Labrit, Le Sen in Vert sestavlja kanton Labrit s sedežem v Labritu. Kanton je sestavni del okrožja Mont-de-Marsan.

## Zanimivosti
- cerkev sv. Kviterije;